# Nevil Maskelyne (Zauberkünstler)
Nevil Maskelyne (* 1863; † 24. September 1924 in London) war ein britischer Zauberkünstler.
Auch sein Vater John Nevil Maskelyne (1839–1917) und sein Sohn Jasper Maskelyne (1902–1973) waren als Bühnenzauberer tätig.
Nevil Maskelyne wurde vor allem als Mitautor des Buches Our Magic bekannt, das er im Jahre 1911 zusammen mit dem Zauberkünstler David Devant veröffentlichte. Dieses Buch ist eines der Standardwerke über die Theorie und Praxis der Bühnenzauberei und immer noch im Handel erhältlich. Im ersten Teil des Buchs, The Art in Magic (die Kunst in der Magie),  werden die grundlegenden Prinzipien einer Zaubershow erklärt, mit dem Schwerpunkt auf Dramatik und Publikumsführung. Der zweite Teil, The Theory of Magic (Die Theorie der Magie), behandelt die technische Seite der Bühnenzauberei, mit dem Fokus auf Wahrnehmungstäuschungen und physikalischen Prinzipien, die für Tricks ausgenutzt werden können. Im dritten Teil, der etwa die Hälfte des Buchs umfasst, werden zwölf einzelne Elemente aus den Aufführungen der Maskelynes und Devants erklärt. Als Devant sich 1914 aus der Zusammenarbeit mit Nevils Vater John zurückzog, übernahm Nevil dessen Rolle bis zu Johns Tod 1917.
Neben der Bühnenzauberei arbeitete Nevil im Bereich der Astronomie mit John Mackenzie Bacon (1846–1904) zusammen. Den beiden gelang im Jahre 1900 in North Carolina die erste Filmaufnahme einer Sonnenfinsternis.

## Maskelyne und Marconi
Maskelyne war sehr an drahtloser Telegraphie interessiert. Er benutzte sie, um seine Zaubertricks zu verbessern. Um 1900 konnte er bereits eine Nachricht zwischen einer Bodenstation und einem Ballon austauschen. Aber Marconis Patente stoppten seine Ambitionen.
1901 heuerte ihn die Eastern Telegraph Company Ltd. an. Die kabellose Übertragung war ein Problem für eine Firma, deren Geschäftsmodell auf kabelgebundene Kommunikation setzte. So baute man westlich von Porthcurno einen Funkmast auf, um zu sehen, ob er die Schiff-Land-Kommunikation von Marconis Firma abhören konnte.
Am 7. November 1902 veröffentlichte er in der Zeitschrift The Electrican seine Ergebnisse. Dort konnten die Ingenieure lesen, dass es entgegen ihren Annahmen möglich war, sich auf diese Frequenzen einzustellen.
Im Februar 1903 schrieb Marconi in Londoner Magazin St. James Gazette, dass er seine Instrumente so genau einstellen kann, dass niemand seine Sendungen mithören kann. Diese Demonstration sollte im Juni an der Royal Institution stattfinden. Marconi sollte eine Nachricht von Cornwall aus schicken. Doch Minuten bevor Marconis Nachricht bei seinem Mitarbeiter, dem Physiker John Ambrose Fleming, ankam, kam eine andere Nachricht über den Ticker. Ein Unbekannter schickte Unflätigkeiten über den Äther, zum Teil gegen Marconi gerichtet. Die Demonstration wurde fortgeführt, aber allen war damit klar, dass die Technik bei weitem nicht so sicher war, wie Marconi versprochen hatte. Maskelyne hatte die Texte von der nahegelegenen West End Music Hall gesendet.
Marconi selber ignorierte das Geschehen, aber Fleming war außer sich. Er schrieb einen wütenden Leserbrief in der Tageszeitung The Times, in welchem er das Geschehene als scientific hooliganism bezeichnete. Er fragte bei den Lesern um Hilfe beim Finden des Täters. Vier Tage später erschien ein Leserbrief von Maskelyne. Er schrieb, dass seine Aktion auf die eklatanten Schwächen des Verfahrens aufmerksam machen wollte und insgesamt dem höheren Ziel der Information der Öffentlichkeit diente. Fleming bekämpfte Maskelyne noch Wochen später in der Zeitung und beschuldigte ihn der Beleidigung der Wissenschaft (Insult to Science).
Maskelyne ignorierte Fleming weitgehend, da sein Ziel, die falschen Versprechungen von Sicherheit zu entlarven, erreicht war. Die Eastern Telegraph Company Ltd. bestand noch bis 1928, bis sie mit Marconis Wireless Telegraph Company Ltd. zur Imperial and International Communications Ltd. fusionierte.